# Jakub Szymczuk
Jakub Szymczuk (ur. 1985 w Warszawie) – polski fotograf; oficjalny fotograf Prezydenta RP Andrzeja Dudy (od 2017-2024).

## Życiorys
Absolwent Wydziału Sztuki Mediów Akademii Sztuk Pięknych w Warszawie. Pracował jako fotoreporter „Polska The Times” oraz „Gościa Niedzielnego” (2007–2017). W 2024 zrezygnował ze stanowiska oficjalnego fotografa Prezydenta RP
Wystawy indywidualne:
- w wielu miastach Polski, w Parlamencie Europejskim w Brukseli[5].
- w ukraińskich miastach: Lwowie, Samborze, Tarnopolu (Galeria „Bunkermuz”[1])[6], Łucku[7].

Działał w stowarzyszeniu Miasto Jest Nasze.

## Nagrody i wyróżnienia
- Nagroda „Zdjęcie roku”, „zdjęcie dekady” oraz "zdjęcie XX-lecia" na Grand Press Photo – za zdjęcie z „Czarnego czwartku”, które zrobił podczas Euromajdanu w Kijowie (2014)[2][9]
- Nagroda PAP im. Ryszarda Kapuścińskiego (2014)[3]

## Odznaczenia
- Złoty Krzyż Zasługi – 2025[10]
- Krzyż Kawalerski Orderu „Za Zasługi dla Litwy”[a] – Litwa, 2023[11][10]